# 肠肾科
肠肾科（學名：Nyctotheridae）是纖毛蟲門內大核亞門盔帽纤毛纲之下一個寄生蟲的科。有較舊的分類將其置於异毛纲异毛目。
本科及其所屬的目棲息於海洋、淡水及陸地環境，並沒有在鹹淡水交界發現本科物種。

## 語源
本科的學名得名於其模式属肠肾虫属（Nyctotherus）；而肠肾属的學名又得名於意思是“夜晚”古希腊语的及意思是“狩獵”的拉丁文。無疑是指它存在於動物體內腸子的寄生蟲。

## 生物學
本科物種主要寄生於蛙類或龜鱉目物種的腸臟內；特別是本科模式屬的腸腎蟲屬物種，寄生於两栖动物及无脊椎动物的腸腔內。

## 屬
本科包括以下属：
- Aduncuperistomatus Amaro & Sena, 1968
- Cameronyctus Jankowski, 1986：異名：Paranyctotherus Ngasssam, 1983
- Cichlidotherus Affa'a, 1989
- Cryptonyctus Yankovski, 1978
- Dizonyctus Ngasssam, 1983
- Gasconyctus
- 巨咽肠肾虫属 Macrocytopharynxa Li, Wang et Xiao, 2002[1]
- Metanyctotherus Albaret, 1970
- Nyctositum Affa'a, 1979
- 拟肠肾虫属 Nyctotheroides (Grassé, 1928) Corlis, 1961[1]
- 肠肾虫属 Nyctotherus Leidy, 1849[6]：模式属，但在中國分佈的物種全已被重新分類至其他屬；異名：Nytotherus；
- Opalina
- Paracichlidotherus Grim, 1992
- Pilonyctus
- Pronyctotherus Albaret & Njine, 1976
- Pygmotheroides Affa'a, 1980
- Teronyctus
- Vestibulongum Gim, 1988
- 韦氏肠肾虫属 Wichtermania Earl, 1972[1]